# 2022年中国高温

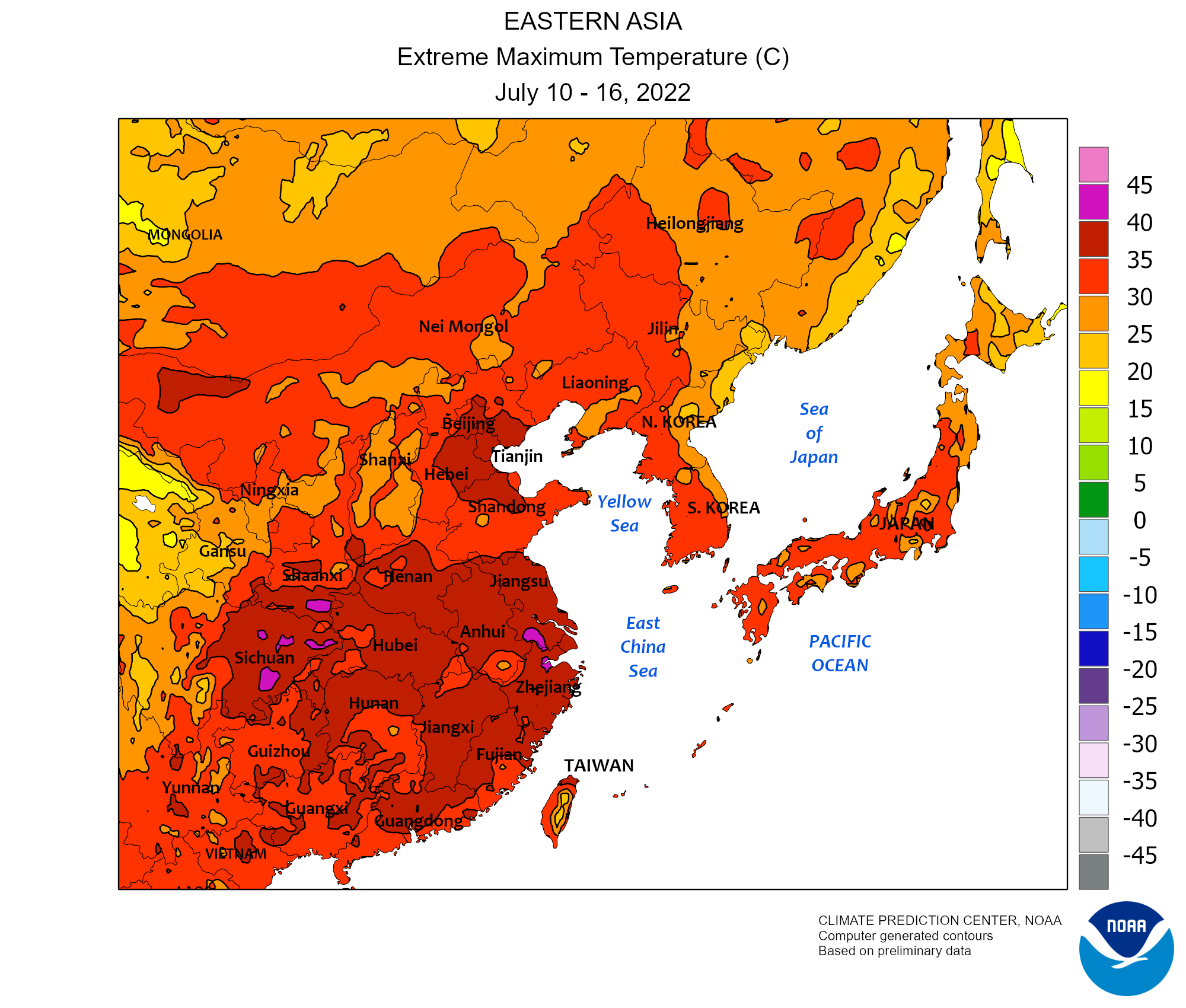
七月中旬气温情况

2022年中国高温是指2022年6月13日至8月31日期間中国境内的持续极热天气，2022年夏季中国平均气温为1961年以来历史同期最高。有366个国家气象站突破历史最高温度。区域性高温事件持续79天，覆盖范围超过500万平方公里，中国有23个省份出现40摄氏度以上高温。重庆北碚8月18日最高气温达到45℃，四川渠县8月24日最高气温达到44℃。四川盆地、江汉、江淮、江南、华南、新疆吐鲁番盆地等地累计高温天数都在20天以上，四川东部、重庆中西部、湖南、江西、福建西北部、浙江、新疆吐鲁番等地高温天数達到30天以上。高温也导致河北等7省区电网紧张，浙江东部、河南西部、陕西南部、甘肃南部、四川北部出现旱情，全国数十座城市发布高温预警，多地报告有高温导致的热射病确诊乃至死亡案例。

## 原因
据国家气候中心分析，因全球变暖导致的大气异常是历次热浪的直接原因，而正在进行的拉尼娜现象助推了本次持续高温天气：今年6月，西太平洋副热带高压带、大西洋高压带和伊朗高压均显著增强，形成连片的环球高压带，受此影响俄罗斯北部和欧洲西部均录得气温偏高，全球6月均温也创下1979年以来新高；在高压控制下盛行下沉气流，大气干燥少云，地表更容易接收太阳热量形成高温天气；6月下旬以来受到拉尼娜现象影响，西太平洋副热带高压偏北，随着台风暹芭七月上旬北上，副热带高压进一步增强和稳固，其所加持的水汽增加高压地带的湿度，进一步提高人体的体感温度。

## 过程

### 6月中国北方持续高温
6月13日，中国北方出现年度首次区域性高温，华北、华中、长江中下游、浙闽大部、海南以及内蒙古西部、新疆大部气温都超过35℃，气温35℃以上区域达到343.9平方公里，影响超过6亿人。至6月22日，已经有26个国家气象站日最高气温突破当地6月历史极值纪录，其中以河南情况最为严重：河南有59个国家气象站日最高气温突破40℃，其中河南林州和舞钢均突破年最高气温纪录，分别达到42℃和40.9℃，河南济源的地表温度达到创纪录的74.1℃，24日一日河南各级气象部门累计发布高温预警158条，其中红色预警79条。持续高温也导致河北南部、山东西部、安徽北部、河南大部、陕西中部、甘肃东部等地出现旱情，农业生产受到影响，山东在内多省电网也因高温突破最大电路负荷。
与此同时，中国南方贵州、江西、广西等地也录得创纪录的降水过程，全国出现南涝北旱的情形。随着6月下旬南方雨带逐渐向北方发展，6月26-30日北方迎来首次大范围降水过程，笼罩华北的持续高温天气暂时告一段落，但强降水也导致山东、河北、河南26个国家气象站日降水量突破6月极值。

### 7月中国全境普遍高温
7月6日开始高温开始席卷西北、华北、黄淮和长江流域，高温覆盖国土面积达502.1万平方公里，影响人口超过9亿，至7月13日全国累计有71个国家气象站突破历史极值，其中河北灵寿、藁城、正定和云南盐津均录得44℃以上的极高温，上海徐家汇气象站13日录得最高气温，追平自1873年建站以来最高气温纪录。受到高温影响，多省电网录得历史最高负荷，全国多地出现热射病病例，浙江、四川、上海、陕西均报告热射病死亡病例。根据国家气象中心，现在进行中的高温天气影响范围已经超过了此前的2003年和2013年，尚不及2017年的极端高温天气。

### 8月中国全境极端高温
8月11日，上海中心城区出現第6个40度以上的天氣，超过2013年的5天，使得2022年成为上海自1873年有气象记录以来超过40度日数最多的年份。黃浦江水位創下十年新低，長江口遇到咸潮。太湖水位創下20年新低。中央气象台在8月12日18时（北京时间）发布高温红色预警；截至13日，中央气象台已连续24天发布高温预警。安徽出現旱情，有河流斷流。长江武汉段水位较历年同期水位低了约6米，創1865年有水文观测记录以来历史同期最低水位。星子站水位退至11.99米，为有记录以来同期最低水位，鄱阳湖提前进入枯水期，當年成为1951年有记录以来鄱陽湖最早进入枯水期的年份。而依赖水利发电的中國西南地区四川等地在持续高温下许多工厂停工，城市启动轮流断电。陕西、甘肃向四川输电。當地的农作物生长受损、牲畜饲养受到威胁。截至8月17日，河南省受旱面积1058万亩。8月17日，重庆市北碚区国家站最高温达44.6℃，打破重庆有气象记录以来最高温；18日最高气温再破记录，为45.0℃，沙坪坝站於8月19日及8月24日錄得日最低氣溫最高紀錄34.9℃，並創下氣溫連續維持≥30℃的最久紀錄（8月6日至8月29日）；重慶當地出現山火。长江流域发生了1961年以来最严重的气象干旱。浙江出現用水緊張和飲水困難等情況。截至8月21日，四川、重庆、湖北、湖南、安徽、江西等9个省市耕地受旱面积達3299万亩，246万人、35万头大牲畜供水受影響。中國國家氣候中心認為該年的區域性高溫事件綜合強度已達到1961年有完整氣象觀測記錄以來最強。8月24日至26日，陕西南部、江汉、江淮及江南的高温天气自北向南逐渐减弱或消退。。8月25日，川渝部分地區實行人工增雨。26日起，四川盆地、江南高温范围開始有所减小。28日，四川省一般工商业用电全部恢复。四川用电紧张局面得到缓解。29日起，四川盆地高温天气解除。重庆大部地区气温降至30℃以下。30日，长江流域部分地区旱情缓解。31日起，南方大部高温消退，高温过程结束。

### 9月
9月中旬，华北平原气温普遍超过30℃，湖南、江西、湖北部分地区以及华南一带再度出現高温，福州、广州等地連續四天最高气温在35℃或以上。9月17日7时-18日7时，江西有11个地市出现高温天气，1411个气象监测站最高气温超35℃，赣州会昌、九江修水等地最高气温超40℃。抚州东乡区17.2万亩晚稻遭受干旱。9月18日14时，江西启动省级Ⅳ级救灾应急响应。截至9月19日，江西全省95.7%的县（市、区）出现特重气象干旱。自7月12日江西局部开始出现重度气象干旱以来至當天江西已持续69天乾旱。旱情導致江西省11个设区市115个县（市、区，含功能区）448.4万人受灾，因旱需生活救助15.9万人，其中因旱饮水困难需救助1.7万人，农作物受灾面积612.5千公顷（918.7万亩），绝收67.2千公顷（100.8万亩），直接经济损失58.9亿元。截至9月21日，湖南全省122个县市区全部达到中度以上气象干旱，97个县市区达到特旱。全省累计断流河流总长约950公里。

### 10月南方极端高温干旱
10月内，中国大陆有248个国家气象站日最高气温突破或持平秋季极值，其中有26个站达到或超过40℃，这也是全国10月历史上第一次出现40℃极端高温；破纪录事件主要发生于10月上旬的南方地区，该时段南方高温（≥35℃）日数为有纪录以来历史同期最多。同时长江以南地区持续7月以来的“伏秋连旱”。
10月1日，中央氣象台繼續發布高溫黃色預警，7省份部分地區最高37至39℃。安徽石台最高气温達40℃，創下最晚超高溫紀錄，也是中国有气象记录以来出现时间最晚的40度。此外，江西、湖南等省出現局地特旱，中央氣象台繼續發布氣象乾旱橙警。10月3日中午12时10分，上海徐家汇站实况气温达到34.1℃，超过了1984年创下的10月最高气温纪录34℃。上海市个别站点的气温一度达到37℃。同日杭州市最高气温达38.4℃，既打破了十月高温历史纪录，也刷新了最晚高温（≥35℃）纪录；浙江有4个国家气象站气温突破40℃。

### 11月
11月11日，中國南方出現同期罕见暖热天气。江南多地气温接近33℃，湖南湘潭、江西安福溫度突破34℃。湖南、江西共计52个气象站最高气温打破当地11月最高气温极值。长沙最高气温达到33.1℃，刷新11月最高气温纪录。

## 影响
因应高温天气产生的用电高峰，多地实施限电措施。在上海市，因应夏季用电高峰，黄浦江沿岸外滩、北外滩、小陆家嘴地区的照明灯光于8月22日至23日关闭。
持续高温引发长江流域出现大面积干旱，四川、重庆、湖北等10省市耕地受旱面积6632万亩。其中位于江西省庐山市的鄱阳湖落星墩完全露出水面。而在重庆市巴南区双河口镇五台村附近，常年淹没在长江水中的佛爷梁岛礁露出江面，礁石最高处出现了3龛摩崖造像，经初步确定为明清时期建造，用于保佑来往船只平安航行，兼指引航向、标记地点。干旱天气还在重庆主城区多点引发山火：根据吉林一号气象卫星拍摄的卫星照片，起火地点涵盖涪陵区、江津区、巴南区、璧山区等地，当中部分起火地点地势陡峭，需要由志愿者组织的摩托骑士上山运送物资。

### 川渝大规模限电
受到高温导致的电力需求增加及水电发电量减少等诸多因素影响，中国西南的四川、重庆等地出现电力短缺现象。四川当局宣布从8月15日至20日对四川电网限定方案中的所有用电企业实施生产全停，其后再将停工时间延长5天，至25日结束；与此同时，四川省于8月21日启动突发事件能源供应保障一级应急响应，全省范围内的所有KTV、电玩、网吧、酒吧、洗足房、美容院、茶楼、五金加工、汽车美容等非民生用电全部限电，暂停使用空调系统；所有灯光秀、景观灯、店招、广告灯箱、广告显示屏、公益宣传屏、形象标识灯全天候关闭。重庆洪崖洞2外墙灯饰及洪崖滴翠瀑布于8月21日起暂停开放，景区内公共照明缩减四分之三；在限电措施影响下，重庆地铁车厢漆黑一片，只有指示灯泛着红光，网友戏称感觉如“玩密室逃脱”，地铁方面表示后续将进行适当调整，以降低市民的不适感。同時重慶接連爆出有中老年長者在高溫及停電下中暑喪生。